# Louis Brassart-Mariage
Pour les articles homonymes, voir Brassart et Mariage (homonymie).
Louis Brassart-Mariage, né le 27 décembre 1875 à Arras (Pas-de-Calais), mort le 13 juin 1933 à Saint-Quentin, est un architecte français.
Renommé à Saint-Quentin (Aisne) et ses environs pour ses réalisations, dont notamment : le groupe scolaire Marthe-Lefèvre et les magasins Devred et Bata. Aux alentours, on peut citer ses ouvrages à Remigny, Morcourt, Grugies, Gouy, Tugny-et-Pont, Hinacourt, Ly-Fontaine, Marcy, Seboncourt, Sequehart, Cugny, Savy, Sommette-Eaucourt pour les églises, et dans certains cas, les écoles et la mairie. Il est également l’auteur de l’asile de vieillards de Flavy-le-Martel et de l'hospice Derche à Etreillers
Louis Brassart-Mariage a demeuré dans la commune de Remigny, rue de l'Ancienne-Église.
Le 1er août 1898, il épouse Jeanne Clotilde Mariage, native de Remigny dont le père Lucien Mariage y était entrepreneur.
Il faut souligner que l’architecte réalisa, juste avant 1914, un plan d’urbanisme de Saint-Quentin dont tous les points n’ont pu être exécutés, malgré les destructions, mais qui était extrêmement intéressant. Ce plan fut admis en 1919 au Salon des Artistes Français et à la Société Nationale des Beaux-Arts.
Louis Brassart-Mariage a combattu à la Grande guerre, la Croix de guerre et la Médaille militaire lui furent décernées. Ancien élève de l’école de la Tour, il avait fait ses débuts dans le métier auprès de Charles Chérier, architecte à Saint-Quentin. Il y installa son propre cabinet en 1900 au n° 1 rue Laurent-de-Lyonne (inscrit au livre des patentes dès 1899) et sa marque commerciale apparait dans la revue mensuelle n° 27 d'août 1900 Le Béton Armé organe des concessionnaires et agents du système Hennebique où il est cité comme architecte d'une maison au profit de M. Boulmé à Saint-Quentin.(mention aussi dans l'annuaire du bâtiment Sageret de 1902).
Membre de la Société des architectes de l'Aisne dès les premières années du siècle, adhérent à la Caisse de défense mutuelle des architectes, il est admis membre de la Société Centrale en 1931, signe de sa réussite et de son appartenance à cette date, à l'élite professionnelle établie. La revue La Construction moderne du 27 septembre 1925 (p. 622) publie notamment le « Magasin Devred à Saint-Quentin ».
En 1933 Louis Brassart-Mariage était : officier de l’Instruction publique, membre de la Société centrale des architectes, président d'honneur de la Société des architectes de l'Aisne, Membre de la Société nationale des architectes de France, Membre de la Société de défense mutuelle des architectes français, président de l'Amicale des anciens élèves de l'École de La Tour, membre du Comité consultatif des bâtiments civils de l'Aisne, membre de la Commission sanitaire de l'arrondissement de Saint-Quentin.
Dans la force de l’âge, Brassart-Mariage est décédé à Saint-Quentin le 13 juin 1933. Sa maison, 1 rue de l'État-Major à Saint-Quentin témoigne toujours de son talent.
Nota bene : Delaire, Les architectes élèves de l'École des Beaux-Arts, 2e éd. 1907, p. 195, confond Louis Brassart-Mariage avec René-Amédée Brassart, né à Moussy (Marne) le 13 mars 1878, élève de l'atelier Scellier de Gisors puis Defrasse, diplômé en 1905, architecte à Paris en 1906 et mort le 7 avril 1907 au domicile de ses parents dans la Marne.